# Sarah Vandeursen
Sarah Vandeursen (Brugge, 13 november 1983) is een Belgisch zangeres en televisiemaakster.
Vandeursen behaalde een masterdiploma sociaal werk en was als dj actief bij studentenradio Urgent.fm. Tot 2006 werkte ze als educatief medewerker. Ze organiseerde onder meer straattheater bij Cirq vzw voor de Gentse Feesten, waar ze in contact kwam met Emilie De Roo met wie ze vanaf 2012 de act Kenji Minogue vormde.
In 2014 was Vandeursen te zien in het televisieprogramma De Slimste Mens ter Wereld waarna ze een contract kreeg bij Woestijnvis.
In 2015 was ze een van de panelleden in het programma De Idioten van Philippe Geubels. In dat programma plaatste Jelle De Beule een tatoeage van Paul D'Hoore op haar heup. Voor het televisieprogramma Achter de Rug tongzoende ze met Daniël Termont.
In 2017 bracht ze nog een album uit met Kenji Minogue. Van 2016 tot 2022 maakte ze deel uit van de redactie van De Ideale Wereld.
In 2020 speelde Vandeursen de rol van Betty in het 2e seizoen van Undercover.
In 2023 presenteert ze de twee-delige documentaire "Sarah in Genderland" op Canvas .
In 2025 neemt ze deel aan MasterChef op Play4.